# Walter Edwin
Edmund Walter Edwin (Hertfordshire, 1868 – ...) è stato un regista e attore inglese che lavorò nel cinema muto.

## Biografia
Nato in Inghilterra, nell'Hertfordshire, lavorò negli Stati Uniti. Nel 1908, apparve in Saved by Love, un film prodotto dall'Edison e diretto da Edwin S. Porter, dove aveva come partner Florence Turner e Miriam Nesbitt. A teatro, recitò a Broadway. Nel 1910, il suo nome appare nel cast di The Scarlet Pimpernel insieme a quello di altri attori inglesi come Maurice Elvey e Fred Groves.
Proseguì la sua carriera di attore cinematografico girando in totale, fino al 1913, trentasei pellicole. Nel 1912, era passato dietro alla macchina da presa. Come regista, lavorò fino al 1917 dirigendo quasi settanta film. Dalla fine degli anni dieci fino al 1930, apparve in numerosi lavori teatrali di Broadway.

## Filmografia

### Attore
- Saved by Love, regia di Edwin S. Porter (1908)
- A Conspiracy Against the King, regia di J. Searle Dawley (1911)
- A Modern Cinderella, regia di J. Searle Dawley (1911)

- How Washington Crossed the Delaware, regia di J. Searle Dawley (1912)

- The Totville Eye, regia di C.J. Williams (1912)

### Regista
- The Escape from Bondage, co-regia di J. Searle Dawley - cortometraggio (1912)
- Ann - cortometraggio (1913)
- A Daughter of the Wilderness - cortometraggio (1913)
- A Lonely Road - cortometraggio (1914)
- The Active Life of Dolly of the Dailies - serial (1914)
- The Man of Destiny - cortometraggio (1914)
- His Grandchild - cortometraggio (1914)
- Sophia's Imaginary Visitors - cortometraggio (1914)
- Comedy and Tragedy - cortometraggio (1914)
- A Princess of the Desert - cortometraggio (1914)
- When East Met West in Boston - cortometraggio (1914)
- Frederick the Great - cortometraggio (1914)
- The Viking Queen - cortometraggio (1914)
- The Sentimental Lady (1915)
- The Spendthrift (1915)
- The Woman Next Door (1915)
- The Danger Signal (1915)

## Spettacoli teatrali
- The Scarlet Pimpernel (Broadway, 24 ottobre 1910)
- Henry of Navarre (Broadway, 28 novembre 1910)
- Dark Rosaleen (Broadway, 22 aprile 1919)
- Paddy the Next Best Thing (Broadway, 27 agosto 1920)
- The Playboy of the Western World (Broadway, 16 aprile 1921)
- The Rise of Rosie O'Reilly (Broadway, 25 dicembre 1923)
- The Farmer's Wife (Broadway, 9 ottobre 1924)
- Castles in the Air (Broadway, 6 settembre 1926)
- Pickwick (Broadway, 5 settembre 1927)
- Whispering Friends (Broadway, 20 febbraio 1928)
- The Yellow Jacket (Broadway, 7 novembre 1928)
- Falstaff (Broadway, 25 dicembre 1928)
- The Plutocrat (Broadway, 20 febbraio 1930)
- Bird in Hand (Broadway, 10 novembre 1930)